# 世阳镇
世阳镇，是中华人民共和国四川省南充市嘉陵区下辖的一个乡镇级行政单位。

## 行政区划
世阳镇下辖以下地区：
桃子堡村、小安乐村、麻扎桥村、谢家庙村、杨成沟村、碑垭村、牛角垭村、鲜家寺村、龙凤山村、小石垭村、神庙垭村、马兰沟村、过脚垭村、小院寺村、韩家村、杨家寺村和王家沟村。